# Pseudorthodes puerilis
Pseudorthodes puerilis är en fjärilsart som beskrevs av Augustus Radcliffe Grote 1874. Pseudorthodes puerilis ingår i släktet Pseudorthodes och familjen nattflyn. Inga underarter finns listade.